# 清瀬英次郎
清瀬 英次郎（きよせ えいじろう、1902年（明治35年）12月14日 - 1941年（昭和16年））は、日本の映画監督、脚本家である。

## 来歴
1902年（明治35年）12月14日、宮城県仙台市立町（現在の同県同市青葉区立町）に生まれる。本籍は山形県東置賜郡和田村（現在の同県同郡高畠町和田地区）にあった。仙台市立立町尋常小学校（旧制尋常小学校、現在の仙台市立立町小学校）、宮城県立仙台第二中学校（旧制中学校、現在の宮城県仙台第二高等学校）を卒業、旧制専門学校の青山学院英文科（現在の青山学院大学）に入学する。
同学在学中に当時、松竹蒲田撮影所脚本部に在籍していた伊藤大輔の指導を受けつつ、脚本執筆の手伝いをはじめる。伊藤は、1923年（大正12年）には松竹キネマを退社し帝国キネマ演芸に移籍するが、清瀬は変わらず師事、池田義臣監督の『船頭小唄』（松竹蒲田、1923年）、若山治監督の『足跡』（帝国キネマ、1924年）、松本英一監督の『復讐鬼』（同左）は伊藤が脚本を書いたとされているが、実際には清瀬が書いたものだという。1925年（大正14年）、青山学院を卒業と同時に伊藤の許を離れ、日活大将軍撮影所時代劇部の脚本部に入社する。辻吉郎監督の『逝く春は悲し』『炬火を翳して』等の脚本を書き、3か月で助監督部に異動、池田富保作品に就く。1926年（大正15年）の後半には、伊藤も同撮影所に入社してきている。
1927年（昭和2年）には監督に昇進、谷崎十郎を主演に『紀雲乱舞』（のちの『紅雪乱舞』）を撮り始めるが、谷崎の降板で一旦製作を中断している。仕切りなおして、『半九郎捕物帳 剣』で監督デビューとなり、同年5月6日に公開された。同年10月1日に公開された池田富保の大作映画『建国史 尊王攘夷』では、再度チーフ助監督を務め「監督補」とクレジットされた。同作のセカンド助監督は渡辺邦男、サードは益田晴夫であった。『紀雲乱舞』は、タイトルを『紅雪乱舞』、主演を葛木香一に改めて製作再開、1928年（昭和3年）3月25日に公開された。
当時、山中貞雄は清瀬の監督作『銀の蝙蝠』（1928年）を気に入り、1929年（昭和4年）夏、徴兵された折には清瀬の動向をつねに気にしており、「除隊の暁はきっと清瀬英次郎監督位になって見せる」と言っていたという。
1934年（昭和9年）には、開業したばかりの日活多摩川撮影所に異動、トーキーの現代劇を撮る。1938年（昭和12年）7月13日に公開された『アパート交響曲』をもってしばし同撮影所を離れる。同年、著名な作家らがペン部隊を組織して大陸に向かうと、清瀬も海軍に従軍願いを申請。同年、小説家の土師清二、中村武羅夫、甲賀三郎、湊邦三、野村愛正、小山寛二、劇作家の長谷川伸、関口次郎、菊田一夫、北条秀司、映画監督の衣笠貞之助、音楽家の中川栄三、写真家の小石清、童話作家の天野雉彦とともに「南支従軍」に参加した。帰国後は撮影所に復帰、『花の舞曲』を監督して1939年（昭和14年）5月11日に公開された。同年8月3日に公開された『光われ等と共に』は、傷痍軍人をテーマにしたもので、発表当時、『キネマ旬報』誌上で激賞された。
1941年（昭和16年）1月30日、石川達三の小説を原作に千葉泰樹が脚本を書き、清瀬が監督した『母系家族』が公開されたが、この作品を最後に、正確な時期・原因は不明であるが、清瀬は死去した。満38歳没。

## 人物・エピソード
京都の映画界では嵐山が好んでロケ地に選ばれたが、ことに渡月橋は幕末物が流行した時代には、三条大橋に見立てて通行を遮断して撮影が行われることが多々あった。しかし日曜・祭日ともなると、この界隈は交通整理の巡査が出るほど人出も多く、たいていの監督はこうした日の嵐山ロケは組まなかったが、清瀬だけは、日曜祭日に限って嵐山のロケをすることで有名だった。
清瀬は池田富保の門下で、新人ながら佳作を生んで期待された監督で、稲垣浩によると、「ことばつきは秋田弁だが、なかなかのダンディーで、流行の背広服にベルベットの帽子をかぶって高い俯瞰台のうえから気合のこもった声をかけ、『もう一回、もう一回』の連続であったから、見物人はみるみるうちに黒山となった。進行係は人よけに大童、俳優たちも監督に怒鳴られながら演技をするから、見物も思わぬ土産話ができるとばかり、喜んで見入っていた」という。
この時代は週刊誌もテレビもラジオもなく、人通りの多い中での撮影は大いに宣伝となり、撮影現場を見たたいていの人たちはその映画を観に行ったという。清瀬監督の嵐山ロケはそうした狙いがあったかどうかは分からないが、各撮影所では「どえらい監督が出てきおった」と評判だったという。
清瀬の死は突然であり、岸松雄によると当時、「長い間清瀬と交際関係のあった日活京都撮影所の女優・鈴木京子が、その後を追って亡くなった」とする噂があったという。

## 作品の現状
2012年（平成24年）11月現在、東京国立近代美術館フィルムセンターは、清瀬の脚本作・監督作のうち、『日活行進曲 曽我兄弟』（1929年）、『貝殻一平 第一篇』（1930年）、『赤垣源蔵と堀部安兵衛』（1933年）、『海の護り』（1939年）の4作の上映用プリントを所蔵している。大阪芸術大学は数分の短縮版『木曽路の鴉』（1932年）の上映用プリントを復元・所蔵しており、1997年（平成9年）に第10回東京国際映画祭で上映された。日活は、清瀬の遺作『母系家族』の上映用プリントを所有しており、2003年（平成15年）8月6日、ラピュタ阿佐ヶ谷で上映されている。マツダ映画社、あるいはデジタル・ミームの所蔵作品リストには清瀬の作品は存在しない。

## フィルモグラフィ
特筆以外はすべて「監督のみ」である。

### 1920年代
- 『船頭小唄』 : 監督池田義臣、製作松竹蒲田撮影所、配給松竹キネマ、1923年1月8日公開 - 脚本（「伊藤大輔」名義、ノンクレジット）[2]
- 『足跡』 : 監督若山治、製作帝国キネマ芦屋撮影所、配給帝国キネマ演芸、1924年1月23日公開 - 脚本（「伊藤大輔」名義、ノンクレジット）[2]
- 『復讐鬼』 : 監督松本英一、製作帝国キネマ芦屋撮影所、配給帝国キネマ演芸、1924年3月28日公開 - 脚本（「伊藤大輔」名義、ノンクレジット）[2]
- 『逝く春は悲し』 : 監督辻吉郎、製作日活大将軍撮影所、1925年5月公開 - 脚本[2][18]
- 『炬火を翳して』 : 監督辻吉郎、製作日活大将軍撮影所、1925年10月23日公開 - 脚本
- 『国定忠次』 : 監督池田富保、製作日活/尾上松之助プロダクション、配給日活、1925年12月31日公開 - 助監督
- 『実録忠臣蔵 天の巻 地の巻 人の巻』 : 監督池田富保、製作日活大将軍撮影所、1926年4月1日公開 - 助監督
- 『侠骨三日月 前篇』 : 監督池田富保、製作日活/尾上松之助プロダクション、配給日活、1926年7月14日公開 - 助監督
- 『水戸黄門』 : 監督池田富保、製作日活大将軍撮影所、1926年10月15日公開 - 助監督
- 『修羅王 前後篇』 : 監督池田富保、製作日活大将軍撮影所、1926年12月31日公開 - 助監督
- 『紀雲乱舞』 : 製作日活大将軍撮影所、1927年製作中断
- 『半九郎捕物帳 剣』 : 製作日活大将軍撮影所、1927年5月6日公開 - 監督デビュー作
- 『狐火』 : 製作日活大将軍撮影所、1927年7月8日公開
- 『孝行賀』 : 製作日活大将軍撮影所、1927年8月24日公開
- 『増補改訂忠臣蔵 天の巻 地の巻 人の巻』 : 監督池田富保、製作日活大将軍撮影所、1927年9月1日公開 - 助監督
- 『建国史 尊王攘夷』 : 監督池田富保、製作日活太秦撮影所、1927年10月1日公開 - 監督補
- 『浪人笠』 : 製作日活太秦撮影所、1927年11月25日公開
- 『阪本竜馬』 : 製作日活太秦撮影所、1928年1月7日公開
- 『紅雪乱舞』 : 製作日活太秦撮影所、1928年3月25日公開
- 『俵星玄蕃』 : 製作日活太秦撮影所、1928年3月31日公開
- 『銀の蝙蝠』 : 製作日活太秦撮影所、1928年6月29日公開
- 『明暗道中師』 : 製作日活太秦撮影所、1928年8月10日公開
- 『白蛇』 : 製作日活太秦撮影所、1928年10月15日公開 - 脚本・監督
- 『斑蜘蛛』 : 製作日活太秦撮影所、1928年11月1日公開
- 『落花剣光録 第一篇』 : 製作日活太秦撮影所、1928年12月13日公開
- 『落花剣光録 第二篇』 : 製作日活太秦撮影所、1929年1月20日公開
- 『雲井竜雄』 : 製作日活太秦撮影所、1929年3月25日公開 - 原作・脚本・監督
- 『落花剣光録 第三篇』 : 製作日活太秦撮影所、1929年5月3日公開 - 脚本・監督
- 『日活行進曲 曽我兄弟』 : 製作日活太秦撮影所、1929年7月7日公開
- 『怨歌行』 : 製作日活太秦撮影所、1929年10月11日公開
- 『愛染地獄 第一篇』 : 製作片岡千恵蔵プロダクション、配給日活、1929年11月16日公開
- 『愛染地獄 第二篇』 : 製作片岡千恵蔵プロダクション、配給日活、1929年11月22日公開
- 『吉五郎懺悔』 : 製作日活太秦撮影所、1929年12月13日公開 - 脚本・監督

### 1930年代
- 『愛染地獄 第三篇』 : 製作片岡千恵蔵プロダクション、配給日活、1930年1月8日公開
- 『貝殻一平 第一篇』 : 製作日活太秦撮影所、1930年2月7日公開
- 『貝殻一平 第二篇』 : 製作日活太秦撮影所、1930年2月7日公開
- 『貝殻一平 第三篇』 : 製作日活太秦撮影所、1930年4月11日公開
- 『貝殻一平 完結篇』 : 製作日活太秦撮影所、1930年4月18日公開
- 『落花飛炎録』 : 製作日活太秦撮影所、1930年6月7日公開
- 『背中の磔』 : 製作日活太秦撮影所、1930年8月22日公開
- 『湖畔の盗賊』 : 製作片岡千恵蔵プロダクション、配給日活、1930年10月24日公開 - 脚本・監督
- 『江戸美少年録』 : 製作日活太秦撮影所、1931年1月8日公開
- 『江戸っ子市場』 : 製作日活太秦撮影所、1931年3月13日公開
- 『英雄時代』 : 製作日活太秦撮影所、1931年4月1日公開
- 『源太時雨 前篇』 : 製作日活太秦撮影所、1931年9月3日公開
- 『源太時雨 後篇』 : 製作日活太秦撮影所、1931年9月10日公開
- 『新釈 弁天小僧』 : 製作日活太秦撮影所、1931年11月20日公開 - 脚本・監督
- 『水野十郎左衛門』 : 製作片岡千恵蔵プロダクション、配給日活、1931年12月31日公開
- 『孔雀姫』 : 製作日活太秦撮影所、1932年3月1日公開[19]
- 『木曽路の鴉』 : 製作日活太秦撮影所、1932年7月8日公開
- 『名人巾着切』 : 製作日活太秦撮影所、1932年9月22日公開 - 脚本・監督
- 『隠密七生記 静中動篇』 : 製作日活太秦撮影所、1932年11月10日公開
- 『隠密七生記 動中静篇』（『隠密七生記 完結篇』） : 製作日活太秦撮影所、1933年1月10日公開[20]
- 『海棠やくざ』 : 製作日活太秦撮影所、1933年3月1日公開
- 『仇討二番原』 : 製作日活太秦撮影所、1933年5月11日公開
- 『振分け小平』 : 製作日活太秦撮影所、1933年6月8日公開 - 脚本・監督
- 『三万両五十三次 道中活殺篇』 : 製作日活太秦撮影所、1933年7月6日公開
- 『三万両五十三次 京洛解決篇』 : 製作日活太秦撮影所、1933年7月13日公開
- 『男才兵衛一生旅』 : 製作日活太秦撮影所、1933年9月15日公開[21]
- 『赤垣源蔵と堀部安兵衛』 : 製作日活太秦撮影所、1933年11月22日公開
- 『弥次喜多 江戸の巻』 : 製作日活太秦撮影所、1933年12月31日公開
- 『弥次喜多 箱根の巻 富士の巻』 : 製作日活太秦撮影所、1934年1月14日公開
- 『新月かつら川』 : 製作日活太秦撮影所、1934年4月19日公開
- 『すてうり勘兵衛』 : 製作日活京都撮影所、1934年6月7日公開 - 脚本・監督
- 『血煙天明陣』 : 製作片岡千恵蔵プロダクション、配給日活、1934年8月15日公開
- 『花嫁寝台列車』 : 製作日活多摩川撮影所、1934年11月1日公開 - 脚本・監督
- 『金色の蜃気楼』 : 製作日活多摩川撮影所、1935年2月21日公開 - 脚本・監督
- 『新女性大学』 : 製作日活多摩川撮影所、1935年6月15日公開
- 『人生天気予報』 : 製作日活多摩川撮影所、1935年9月12日公開
- 『リングの王者』 : 製作日活多摩川撮影所、1935年10月24日公開
- 『新佐渡情話』 : 製作日活/太秦発声映画、配給日活、1936年1月5日公開
- 『大久保彦左衛門 第一篇』 : 製作日活/太秦発声映画、配給日活、1936年1月30日公開 - 脚本・監督
- 『丸髷と文學』 : 製作日活多摩川撮影所、1936年4月29日公開
- 『風流深川唄』 : 製作日活多摩川撮影所、1936年8月14日公開 - 脚本・監督
- 『浴槽の花嫁』 : 製作日活多摩川撮影所、1936年12月31日公開
- 『男性審議会』 : 製作日活多摩川撮影所、1937年2月11日公開 - 脚本・監督
- 『青い背広で』 : 製作日活多摩川撮影所、1937年4月8日公開
- 『女よ男を裁け』 : 製作日活多摩川撮影所、1937年5月6日公開
- 『街の旋風』 : 製作日活多摩川撮影所、1937年7月1日公開
- 『背広の王者』 : 製作日活多摩川撮影所、1937年9月1日公開
- 『夢の鉄兜』 : 製作日活多摩川撮影所、1937年9月8日公開 - 脚本・監督
- 『時代の霧 春実の巻』 : 製作日活多摩川撮影所、1937年11月4日公開
- 『時代の霧 静子の巻』 : 製作日活多摩川撮影所、1937年11月11日公開
- 『愛国行進曲』 : 製作・配給日活、1937年12月31日公開
- 『東京要塞』 : 製作日活多摩川撮影所、1938年3月15日公開
- 『海の護り』 : 製作日活多摩川撮影所、1938年5月21日公開
- 『アパート交響曲』 : 製作日活多摩川撮影所、1938年7月13日公開
- 『花の舞曲』 : 製作日活多摩川撮影所、1939年5月11日公開
- 『光われ等と共に』 : 製作日活多摩川撮影所、1939年8月3日公開

### 1940年代
- 『大地に咲く』 : 製作日活多摩川撮影所、1940年1月20日公開
- 『女性の罠』 : 製作日活多摩川撮影所、1940年4月18日公開 - 原作・脚本・監督
- 『三女性』 : 製作日活多摩川撮影所、1940年7月25日公開
- 『瞼の戦場』 : 製作宝塚映画製作所、配給東宝映画、1940年10月30日公開
- 『母系家族』 : 製作日活多摩川撮影所、1941年1月30日公開 - 遺作